# Héctor Yépez
Héctor José Yépez Martínez (Guayaquil, 22 de octubre de 1986)[cita requerida] es un profesor, abogado y político ecuatoriano, fue Asambleísta por la provincia del Guayas y Presidente de las comisiones parlamentarias de Participación Ciudadana y Control Social, y luego la de Gobiernos Autónomos, Descentralización, Competencias y Desarrollo Territorial de la Asamblea Nacional del Ecuador.

## Biografía
En 2012 obtuvo que la Corte Constitucional del Ecuador elimine la exigencia de presentar certificado de votación para trámites judiciales, alegando la violación del derecho de tutela efectiva y acceso universal a la justicia, y denunció actos de corrupción cometidos por comisarías policiales.
Ingresó a la política en las elecciones legislativas de 2013 como candidato a asambleísta por el movimiento Sociedad Unida Más Acción, movimiento centrista que lideró en Guayas. A finales de 2013 fue propuesto como candidato del movimiento a la prefectura de Guayas, pero declinó su candidatura en favor del candidato del movimiento Creando Oportunidades.
Para las elecciones legislativas de 2017 fue elegido asambleísta en representación de Guayas por la alianza entre los movimientos Creando Oportunidades y Sociedad Unida Más Acción, con la propuesta de eliminar el cobro de intereses en los créditos estudiantiles desde el Estado para mejorar el acceso a la educación. Una vez iniciado el periodo fue elegido Presidente de la Comisión de Participación Ciudadana y Control Social de la Asamblea Nacional. Como legislador, fue ponente de la actual Ley Orgánica contra el Consumo y Microtráfico de Drogas y de la actual Ley Orgánica de la Defensoría del Pueblo.
En enero de 2018, Yépez se separó de la línea partidista de SUMA al no votar por María Alejandra Vicuña para la Vicepresidencia de la República. Luego de varias discrepancias adicionales, decidió separarse del movimiento y continuar como legislador independiente en la Asamblea Nacional del Ecuador. En el año 2019 fue elegido Presidente de la Comisión de Gobiernos Autónomos, Descentralización, Competencias y Desarrollo Territorial de la Asamblea Nacional.